# 裸足少女
裸足少女（はだししょうじょ）は、イープロダクト株式会社傘下株式会社メイクハートのアダルトゲームブランド。
2000年に『effect 〜悪魔の仔〜』でデビュー。『魔法のミルクティーにお願い』以降は抜きゲーと呼ばれるHシーンを重視したゲームの制作を続けている。
2022年5月にビジュアルアーツの成人向けゲーム事業がイープロダクトに承継されたのに伴い、パートナーブランド契約も同社へ移管されている。
2023年12月5日にSteam向けブランド「ラムネゲームズ / Ramune Games」のXアカウントを作成した。

## 作品一覧
- 2000年12月1日 - effect 〜悪魔の仔〜
- 2001年9月7日 - お姫さまだっこ 〜天使にオシオキ〜
- 2002年9月6日 - ミスティック・リポート 〜恋の部活はチコクしない〜
- 2003年3月14日 - 魔法のミルクティーにお願い
- Sweetieシリーズ
  - 2003年11月28日 - おねだりSweetie 〜恋のお色直しは何度でも〜
  - 2005年8月26日 - オシオキSweetie 〜恋するお姉さんはウラハラです〜
  - 2006年4月28日 - Sweets!! 〜オシオキSweetieファンディスク〜
- 2004年11月5日 - ラブぽた 〜Lovely Pop Tail〜
- 2007年1月26日 - ハーレム×すくらっち
- 2008年2月1日 - しあわせなお姫さま 〜エンゲージは子作りのために〜
- 2008年7月25日 - お姉さん×すくらっち
- 2009年5月29日 - 素直くーる
- 2010年7月23日 - 女医さんのお言いつけっ!! 〜エッチな診察してあげる♪〜
- 2011年4月8日 - ムコ取り十番勝負!
- 2011年11月22日 - 『彼氏いない歴』＝年齢じゃ、どうしてイケナイのよ!?〜聖トレア学園恋愛禁止令〜
- 2014年3月28日 - 3Ping Lovers!☆一夫二妻の世界へようこそ♪
- 2015年3月27日 - 水着少女と媚薬アイス ～残念なカノジョのしつけ方、教えます～
- 2016年1月29日 - らぶ撮りハレーション
- 2017年7月28日 - 新妻こよみ
- 2018年5月25日 - 新妻詩乃
- 2018年11月30日 - 緋奈沢智花の絶対女王政
- 2019年10月25日 - 新妻環 ～環の愛妻日記+ハーレムENDのそれから～
- 2020年8月28日 - プリンセスハートリンク ～剣姫たちの艶舞～
- 2022年2月25日 - ゲーム(エロゲー)みたいな、ステキな恋がしたいっ!
- 2023年8月25日 - ハーレム×楽園 - Harem × Shangri-La -
- 2024年12月19日 - LingerieS ランジェリーズ(ラムネゲームズ名義)

## 主な参加スタッフ
- 旭
- 止田卓史
- けいじえい
- 金目鯛ぴんく
- 相川亜利砂

## 備考
- 初期作品『effect』『お姫さまだっこ』の主題歌はI'veが手がけた。
- 『effect』は現在メジャーデビューしている歌手KOTOKOがKOTOKO名義で歌手としてデビューした作品である(自主制作盤を除く)。
- 『お姫さまだっこ』の主題歌「Magical Sweetie」は長らくCD化されなかったが[3]、2003年発売のアルバムSHORT CIRCUITに収録された。